# 陳揚善
陳揚善（1550年—？），字宗舜，福建興化府莆田縣人，鹽籍，明朝政治人物、同進士出身。

## 生平
萬曆四年（1576年）丙子科福建鄉試第二十六名。萬曆五年，登進士第三甲第一百九十一名。曾官廣東饒平縣、三水縣知縣。

## 家族
曾祖父陳汝文，曾任壽官；祖父陳在中；父親陳潤。母俞氏。具慶下。